# 152-mm-Haubitze M1910/37
Die 152-mm-Haubitze Modell 1910/37 (russisch: 152-мм гаубица образца 1910/37 годов) ist ein sowjetisches Geschütz, das lange vor dem Zweiten Weltkrieg entwickelt und kurz davor modernisiert wurde. Zu Beginn des Zweiten Weltkrieges waren noch einige sowjetische Einheiten mit diesem Geschütz ausgerüstet, so dass es in geringem Umfang zum Einsatz kam.

## Entwicklung

### Hintergrund
Nachdem bereits zuvor die zaristische 152-mm-Haubitze Modell 1909 für die Rote Armee modernisiert worden war und nun als 152-mm-Haubitze M1909/30 verwendet wurde, hatte man sich dafür entschieden, auch die 152-mm-Haubitze Modell 1910 in vergleichbarer Weise zu modernisieren.
Das ursprüngliche Geschütz war von der französischen Firma Schneider entwickelt worden. In den Jahren von 1911 bis 1927 wurde es in den zaristischen und später sowjetischen Werken Putilow und Perm in einer Gesamtzahl von 348 Stück produziert. Während des Ersten Weltkrieges und im russischen Bürgerkrieg wurden die ersten dieser Geschütze verbraucht beziehungsweise zerstört. Weitere Geschütze gingen im Rahmen der regulären Nutzung ohne kriegerische Handlungen aus dem Bestand, so dass am 1. November 1936 nur noch 5 Geschütze für Übungszwecke und 96 Geschütze bei den Truppen gemeldet waren. Eine weitere Nutzung schien wohl aufgrund des verhältnismäßig geringen Gewichts in Verbindung mit einem großen Kaliber bei ausreichender Reichweite für die Divisionsartillerie und der Auslegung auf den bespannten Zug sinnvoll. Die simple Konstruktion hatte sich wohl zuvor bewährt.
Ziel des 1936 begonnenen Projekts war es, dass beide Geschütze hinterher in der Lage sein sollten die gleiche Munition zu verschießen. Dies sollte die Fertigungsstätten für Munition entlasten, die Verwendung der neuen Sprenggranate OF-530 erlauben und gleichzeitig sollte damit eine Steigerung der maximalen Reichweite bewirkt werden.
Angesichts der geringen Stückzahl die von diesem Geschütz vorhanden war, sollte jedoch der Umbau nur mit geringfügigen Änderungen einhergehen, um den Aufwand vertretbar zu halten.

### Änderungen
Die Kammer für die Treibladung wurde aufgebohrt, um die neue Ladung mit Hülse aufzunehmen. Derart umgebaute Geschütze erhielten die Beschriftung „удлинённая камора“ (Längliche Kammer).
Die Lafette der Modell 1910 wurde mit der Kastenlafette praktisch unverändert übernommen, wodurch der Seitenrichtbereich weiterhin stark beschränkt war. Einige der modernisierten Geschütze erhielten gummibereifte Metallräder und konnten mit dieser Bereifung in einer Marschgeschwindigkeit von bis zu 18 km/h gefahren werden. Die derart geänderten Geschütze waren anhand der Räder erkennbar, doch gab es auch modernisierte Geschütze mit Holzspeichenrädern.
Die modernisierte Haubitze wurde 1937 unter der offiziellen Bezeichnung „152 mm Haubitze rev. 1910/37“ eingeführt.

## Technische Beschreibung
Die 152-mm-Haubitze Modell 1910/37 folgte in der Bauart den typischen Haubitzen des Ersten Weltkrieges, die meist auf eine simple Massenproduktion, den Transport im Pferdezug und einen Masseneinsatz gegen einen festen Frontabschnitt hin konzipiert waren. Es gibt nur einen sehr geringen Seitenrichtbereich.
Ein kurzes Rohr in einer Kastenlafette, welche die Rückstoßkräfte in der Oberlafette über Kufen feste nach hinten führten, wobei Rohr und Führung von einer hydraulischen Spindel gebremst werden und der Rohrvorholer pneumatisch funktionierte. Für das Höhenrichten sind an der Rohrwiege zwei Zahnradbögen befestigt. Der Verschluss ist ein von rechts eingeschwenkter unterbrochener Schraubverschluss.
Für den Transport mit einem Vorspann mit acht Pferden mit einer Protze transportiert zu werden, ist die untere Protze ungefedert und verfügt ursprünglich über Holzspeichenräder mit Metallkranz. Im Rahmen der Modernisierung wurden einige Geschütze und Protzen mit großen gummibereiften Metallrädern versehen.
Zusätzlich verfügte ursprünglich jedes Geschütz über einen Munitionszug mit drei Protzfahrzeugen, die sechspännig gefahren je 22 Geschosse und 24 Treibladungen transportierten.

## Produktion
Exakte Zahlen darüber, wie viele Geschütze dieses Typs gefertigt worden sind, liegen nicht vor. Auszugehen ist jedoch von mindestens 99 Umbauten und davon, dass kein Geschütz des ursprünglichen Typs Modell 1910 im Jahr 1941 noch im Bestand der Roten Armee war.

## Einsatz
In der Planung des Jahres 1939 sah die Gliederung einer Schützen-Division in ihrem Artillerie-Regiment eine Abteilung mit zwölf 152-mm-Haubitzen vor. Im Juli 1941 wurde eine neue Struktur befohlen und die Abteilungen wurden aus den Divisionen herausgenommen.
Auch die Motorisierte-Division und die Panzer-Divisionen der Roten Armee verfügten bis zum Sommer 1941 über eine Abteilung mit 152-mm-Haubitzen.
In der folgenden Gliederung während des Krieges verfügte die Rote Armee über Haubitzen-Regimenter mit 48 Geschützen, diese wurden 1943 in schwere Haubitzen-Brigaden umgegliedert, die nur noch 32 Geschütze hatten. Sowohl die Regimenter als auch die Brigaden wurden teilweise Artillerie-Divisionen unterstellt.
In der Korps-Artillerie waren die alten Haubitzen bereits durch die moderneren 152-mm-Haubitzen (ML-20) ersetzt worden. Als Ende 1943 mehr Geschütze in den Artillerie-Regimentern der Korps zusammengefasst wurden, verfügten diese über fünf Batterien zu vier Geschützen (20 Geschütze). Hierzu zählten auch 152-mm-Haubitzen.
Mit dem 1. Juni 1944 verfügte ein sowjetisches Korps sogar über einen eigenen Artilleriepark von 192 Haubitzen im Kaliber 152 mm.
Die Statistik zeigt, dass sich am 1. Januar 1941 noch 99 Geschütze im Bestand der sowjetischen Streitkräfte befanden, allerdings waren 4 in den Werkstätten und für 32 war der Bedarf einer Rückführung in eine Werkstatt gemeldet worden. Das es sich schon zu diesem Zeitpunkt um eine Waffe für Ersatz- und Ausbildungsverbände handelte, kann man sicherlich daraus entnehmen, dass am 22. Juni dieses Jahres alleine 65 dieser Geschütze im Militärbezirk Nordkaukasus gemeldet waren.
Angesichts der schweren Verluste der sowjetischen Armee zu Kriegsbeginn wurden auch diese Geschütze im Verlauf des Krieges zum Einsatz gebracht, doch haben die Haubitzen mit ihrer geringen Stückzahl keine speziellen Spuren in der Kriegsgeschichte hinterlassen. Ein Einsatz gegen finnische Truppen während des Winterkrieges ist nicht belegt und auch ist nicht bekannt, dass finnische Truppen ein solches Geschütz erbeutet hätten. Dies war bei den meisten anderen eingesetzten sowjetischen Geschützen der Fall.

## 15,2-cm-schwere Feldhaubitze 446 (r)
Die von der Wehrmacht erbeuteten und möglicherweise eingesetzten Geschütze, erhielten wohl ebenfalls die Bezeichnung 15,2-cm-schwere Feldhaubitze 446 (r), die eigentlich für die 152-mm-Haubitze M1910/30 verwendet wurde.